# Calling Out
"Calling Out" is een nummer van de Nederlandse zangeres VanOrly. Het verscheen op haar debuutalbum Somebody Hold Me uit 2003. Dat jaar werd het tevens uitgebracht als de debuutsingle van de zangeres.

## Achtergrond
"Calling Out" is geschreven door Pim Kilian, Sarah Sugatt en Van Orly. Het is de eerste solosingle die de zangeres uitbracht, nadat zij in 1989 al als zangeres de band Tambourine in de Nederlandse Top 40 had gestaan met "High Under the Moon". Het is een nummer met soul- en bluesinvloeden. Het nummer bereikte de Top 40 niet en bleef steken in de Tipparade, terwijl in de B2B Top 100 de dertigste plaats werd gehaald. In 2004 stond het nummer ook op de soundtrack van de film Feestje!

## Hitnoteringen

### B2B Top 100
| Hitnotering: 24-01-2004 t/m 28-02-2004 | Hitnotering: 24-01-2004 t/m 28-02-2004 | Hitnotering: 24-01-2004 t/m 28-02-2004 | Hitnotering: 24-01-2004 t/m 28-02-2004 | Hitnotering: 24-01-2004 t/m 28-02-2004 | Hitnotering: 24-01-2004 t/m 28-02-2004 | Hitnotering: 24-01-2004 t/m 28-02-2004 | Hitnotering: 24-01-2004 t/m 28-02-2004 |
| Week                                   | 1                                      | 2                                      | 3                                      | 4                                      | 5                                      | 6                                      |                                        |
| -------------------------------------- | -------------------------------------- | -------------------------------------- | -------------------------------------- | -------------------------------------- | -------------------------------------- | -------------------------------------- | -------------------------------------- |
| Nummer                                 | 37                                     | 30                                     | 34                                     | 45                                     | 50                                     | 92                                     | uit                                    |

### NPO Radio 2 Top 2000
| Nummer met noteringen in de NPO Radio 2 Top 2000 | '04 | '05  | '06  | '07 | '08  |
| ------------------------------------------------ | --- | ---- | ---- | --- | ---- |
| Calling Out                                      | 683 | 1300 | 1947 | -   | 1858 |

1. ↑  Een '-' betekent dat het nummer niet was genoteerd en een vetgedrukt getal geeft de hoogste notering aan.
2. ↑  2004 was het eerste jaar met een notering voor dit nummer.
3. ↑  Deze tabel is bijgewerkt tot en met de laatste editie (2024).